# Kalsdorf bei Graz
Kalsdorf bei Graz est une commune autrichienne du district de Graz-Umgebung en Styrie.